# Open Software License
La Open Software License (OSL) v 3.0, creata da Lawrence Rosen, è classificata licenza per software libero dalla Free Software Foundation (FSF) ed approvata dalla Open Source Initiative (OSI) nel 2005.
È una licenza open source stipulata sotto forma di contratto unilaterale in cui il licenziante rende determinate promesse e accetta determinati obblighi, mentre il licenziatario deve rispettare determinate condizioni.
Non risulta compatibile con GNU GPL, la più utilizzata licenza di software libero.

## Concessione di licenza copyright
OSL concede una licenza mondiale, valevole per tutta la durata del diritto d'autore, che permette di riprodurre, tradurre, adattare, modificare, riorganizzare, distribuire e comunicare, eseguire e visualizzare in pubblico sia il programma originale sia le opere da esso derivate una volta ottenuto il consenso esplicito del destinatario (operazione non immediata, ed è per questo che può risultare complicata la programmazione attraverso i comuni strumenti di sviluppo di software libero);
distribuire e comunicare deve essere interpretato con “distribuzione esterna”: fornire fisicamente una copia del software a terze parti;
le opere distribuite devono rendere disponibile il codice sorgente e includere una copia integrale della licenza: condizione di reciprocità;
per le opere indipendenti, o parti indipendenti di opere collettive, non è necessario divulgare il codice sorgente.
Clausola di copyleft: essendo, appunto, una licenza reciproca una volta che il licenziatario ha ricevuto una copia autorizzata può farne copie e ricavarne opere derivate, che può poi distribuire purché rimangano sotto licenza OSL v 3.0.
Nonostante l'obbligo di includere il codice sorgente, il licenziante non è tenuto a garantire la presenza di tutta la documentazione gratuita disponibile a spiegare come modificare il programma originale, creando così possibilità di business.

## Opere brevettabili
OSL riconosce e rispetta brevetti e licenze; protegge il licenziante da qualsiasi violazione di brevetto sul lavoro originale attraverso una licenza di brevetto esplicito ma limitato (il campo di applicazione vale solo per i crediti che sono incorporati nel programma originale) e la terminazione automatica della licenza stessa in caso di ritenuta violazione di una qualsiasi clausola di brevetto.

## Garanzie e responsabilità
Non esistono garanzie e la responsabilità è limitata
Essendo i programmi forniti gratuitamente e non potendo il licenziante attuare controlli successivi si cerca di insistere sulla rinuncia di garanzie, così da non incorrere in rischi sconosciuti. La legge obbliga i distributori di software (e di altri prodotti) a declinare espressamente responsabilità: OSL v 3.0 assolve questo obbligo utilizzando la scrittura con lettere maiuscole per le sole frasi “AS IS" e "DISCLAIMER OF WARRANTY”, a differenza di altri concessori di licenza che propongono direttamente tutto in maiuscolo.
Allo stesso tempo OSL offre una sorta di protezione anche ai licenziatari:garanzia di provenienza.
Questa garanzia viene determinata dalla paternità (si ha il diritto di distribuire sotto licenza OSL v 3.0 opere originali di cui si è creatori) o dalla licenza stessa (è possibile distribuire opere altrui sotto OSL v 3.0 se l'autore ne ha fornito il permesso), per garantire al licenziante che il programma originale è stato scritto con o concesso in licenza OSL. (Non è però tuttavia considerabile come garanzia di non violazione).

## Software liberi che usano OSL
- ClearCanvas, su clearcanvas.ca.
- CodeIgniter v3.0
- Magento
- PrestaShop
- Mulgara
- Sparse
- alcune versioni di Blender